# 瑟伦·克拉松
瑟伦·克拉松（瑞典語：Sören Claeson，1959年2月9日—），瑞典男子摔跤运动员。他曾代表瑞典参加1980年、1984年和1988年夏季奥林匹克运动会摔跤比赛，其中1984年奥运会获得一枚铜牌。